# Heisskalt
Heisskalt ist eine deutsche Rock-Gruppe. Sie wurde 2010 von den Musikern Mathias Bloech, Marius Bornmann, Philipp Koch und Lucas Mayer in Sindelfingen/Böblingen gegründet.

## Geschichte
Heisskalt wurde im Oktober 2010 durch Mathias Bloech, Marius Bornmann, Philipp Koch und Lucas Mayer gegründet. Mathias Bloech und Marius Bornmann waren zuvor Bestandteil des Trios „On Top of the Avalanche“. Philipp Koch und Lucas Mayer hatten gemeinsam mit Alexander Widmann und Johannes Mayer in der Band „Big Spin“ gespielt. Das erste Konzert nach der Gründung fand im Sommer 2011 in Horb am Neckar statt, es folgten weitere Konzerte in der Umgebung von Stuttgart. Im Juni 2011 veröffentlichte die Gruppe ihre erste EP unter dem Titel Heisskalt. Mit Bewegungsdrang erschien im Oktober das erste Video zur EP. Dieses war unter der Regie von Ingo Schmitt entstanden. 2011 nahm Heisskalt am Wettbewerb zum Bandförderpreis Play Live teil. Dabei konnte die Gruppe gemeinsam mit StereoDrama, Daniela Volpicelli und Fire Walk With Me das Finale erreichen. In diesem setzte sich die Band am 25. Februar 2012 durch, was einen Auftritt im Rahmen des Southside-Festivals sowie die Teilnahme am Bandförderprogramm PopCamp des Deutschen Musikrats zur Folge hatte. Im Vorfeld des Festival-Auftritts war über den Zeitraum eines halben Jahres eine Dokumentation über den Werdegang der Band durch den Sender EinsPlus entstanden.
Im Juli 2012 unterschrieben die Mitglieder von Heisskalt einen Vertrag bei der Booking-Agentur Sparta Entertainment. Anfang September folgte die Teilnahme der Gruppe beim New Music Award, bei dem sich die Hamburger Band Tonbandgerät durchsetzen konnte. Kurze Zeit danach erhielt Heisskalt einen Künstler-Vertrag bei dem Independent-Label Chimperator Department. Diese war zuvor ausschließlich für Hip-Hop-Musik bekannt gewesen. Aufgrund des Erfolgs des Label-Künstlers Cro hatte Chimperator Productions eine neue Abteilung unter dem Namen Chimperator Department für Musik anderer Genres gegründet und Heisskalt als erste Rock-Gruppe unter Vertrag genommen. Am 11. Januar 2013 wurde die zweite EP Mit Liebe gebraut in einer limitierten Auflage von 500 Einheiten veröffentlicht. Aus dieser wurden die Stücke Dezemberluft und Hallo als Videos umgesetzt. Vom 11. Januar bis zum 28. Januar 2013 begleitete Heisskalt die Band Jennifer Rostock als Vorgruppe bei vierzehn Konzerten. Im Anschluss daran folgte mit der „Mit Liebe gebraut Tour“ eine eigene Tournee, die zehn Auftritte umfasste. Anfang Mai 2013 trat die Gruppe in der ProSieben-Sendung Circus HalliGalli auf. Kurze Zeit später folgte ein Auftritt in der Late-Night-Show Inas Nacht. Im Sommer 2013 spielte Heisskalt unter anderem erneut beim Southside-Festival sowie beim Hurricane, dem Open Flair Festival und wie schon 2012 auf dem Mini-Rock-Festival. Des Weiteren wurde der Band Ende Juli der Musikpreis des Verbandes der Deutschen Konzertdirektionen zugesprochen.
Am 21. März 2014 erschien das Debütalbum von Heisskalt unter dem Titel Vom Stehen und Fallen. Das Stück Das bleibt hier wurde als erster Titel als Video umgesetzt. Vom Stehen und Fallen stieg auf Platz 29 der deutschen Album-Charts ein.
Ende September 2015 gab die Band auf Facebook und Instagram bekannt, dass die vier sich gerade im Studio befinden, um das zweite Album aufzunehmen, welches „Vom Wissen und Wollen“ heißen wird. Mit Euphoria im März 2016 und Absorber im April 2016 wurden zwei Videos vor Erscheinung des Albums präsentiert. Vor Erscheinen des Albums spielten Heisskalt die „Das ist nicht nötig, aber wir lieben es“-Tour durch kleine Clubs in Deutschland, Österreich, Belgien und der Schweiz. Das Visions Magazin begleitete sie auf drei Tagen dieser Reise und verfasste dazu eine Reportage.
Am 22. Juli 2016 verkündete die Band über Facebook, dass sie sich von ihrem Bassisten Lucas Mayer getrennt haben, Gründe wurden keine genannt.
Im Herbst 2016 gingen Heisskalt erneut für Vom Wissen und Wollen auf Tour. Gemeinsam mit ihren Vorbands Lygo und Lirr veröffentlichten sie dazu den gemeinsamen Song Leben wert. Zudem nahmen Heisskalt auf diesen Konzerten ein Live-Album auf. Live erscheint am 31. März 2017.
2017 waren Heisskalt für das Goethe-Institut in Frankreich auf Tour.

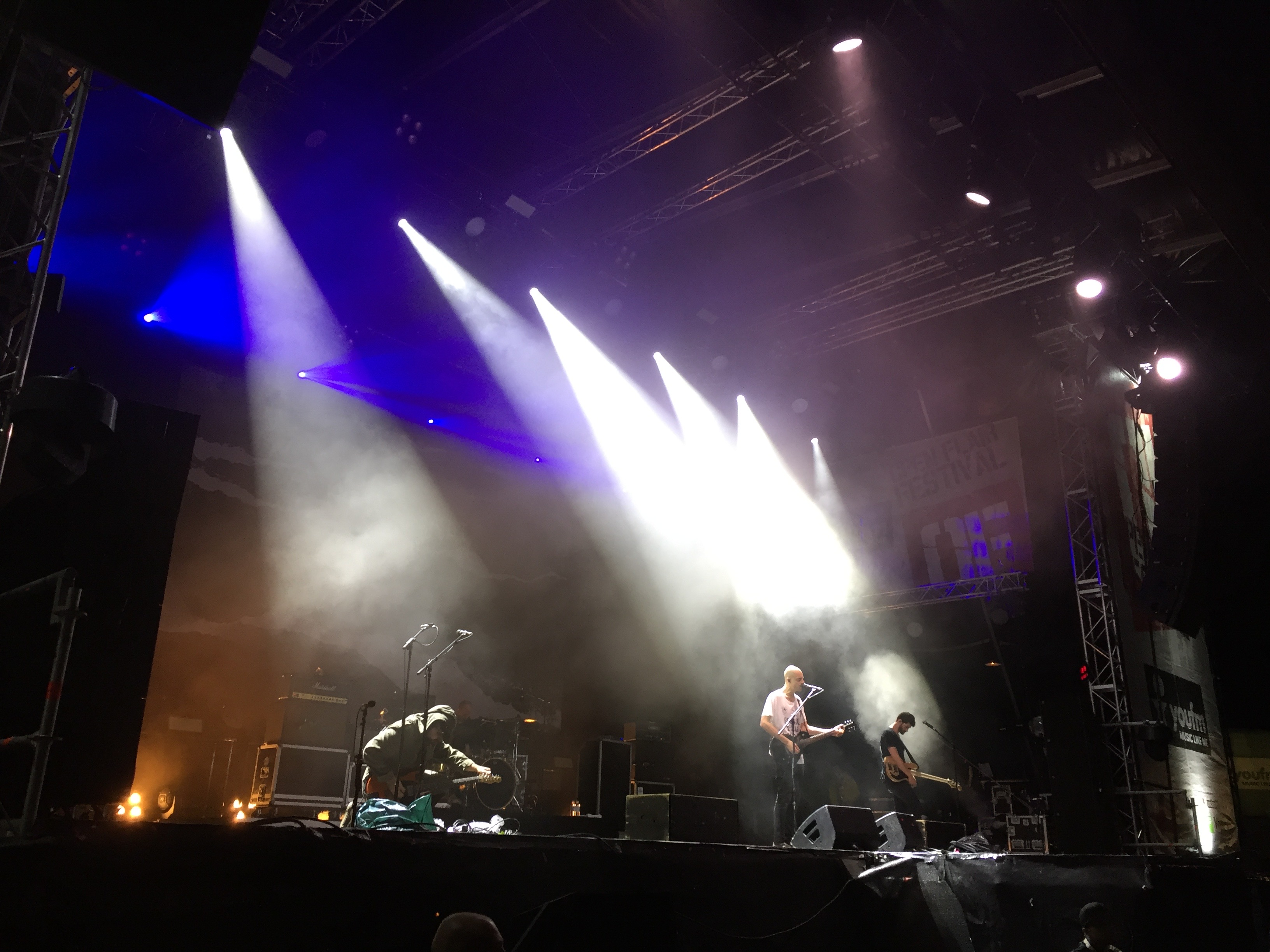
Open Flair, August 2017

Am 12. August 2017 traten Heisskalt auf dem Open Flair Festival in Eschwege in strömendem Regen auf. Ein Video des Titels Trauriger Macht gibt es auf der Website des OF Festivals zu sehen.
Daniel Weber, auch Bassist der progressiven Rock-Band The Intersphere, unterstützte die Band vom Sommer 2016 an bei ihren Konzerten am Bass. Als Band wolle die Gruppe erstmal zu dritt bleiben, hieß es in einem Instagram-Kommentar im Ende 2017. Bei ihrem Jahresabschlusskonzert am 16. Dezember 2017 im LKA Longhorn, gaben Heisskalt bekannt, dass Daniel Weber die Live-Besetzung noch vor der Festival Saison 2018 verlassen wird.
Am 12. Mai 2018 wurde ein Musikvideo zur neuen Single Bürgerliche Herkunft veröffentlicht. Seit dem 23. Mai ist das dritte, in Eigenregie aufgenommene, Album Idylle kostenlos als Download verfügbar.
Exklusiv zur Plattenladenwoche 2018 veröffentlichten sie am 12. Oktober 2018, zusammen mit den Blackout Problems, eine Split. Diese konnte man in diversen Plattenläden, im Munich Warehouse und in ihrem Online-Shop als 7inch erwerben.
Im Dezember 2020 gab die Band über ihre offizielle Facebook-Seite bekannt, dass sie ihre im Oktober 2018 angekündigte Auszeit, vorerst auf unbestimmte Zeit fortsetzen würden.
Im März 2024 verkündete die Band auf ihrer offiziellen Instagram-Seite, dass sie im August 2024 auf einigen Festivals spielen wird. Die Nachricht ist zudem das erste Lebenszeichen seit 2020 und die angekündigten Konzerte werden die ersten nach der Ankündigung der Auszeit seit 2018 sein. Im Juli darauf kündigte Heisskalt ihr fünftes Album Vom Tun und Lassen samt Tour im November desselben Jahres mit Auftritten in Deutschland und Österreich an. Das Album erscheint am 24. Januar 2025.

## Rezeption
Der Verband der Deutschen Konzertdirektionen zeichnete Heisskalt 2013 mit seinem Musikpreis aus. In der Jury-Begründung wird die „beeindruckende Dynamik“ der Gruppe gelobt, die „Live-Publikum und Hörer sofort“ einnehme. Zudem habe die Band einen hohen „Wiedererkennungseffekt“. Die Melodien seien aus Sicht des Verbands eingängig und originell. Des Weiteren werden die Texte der Lieder als authentisch charakterisiert.

Heisskalt Live @ Rock im Park 2016
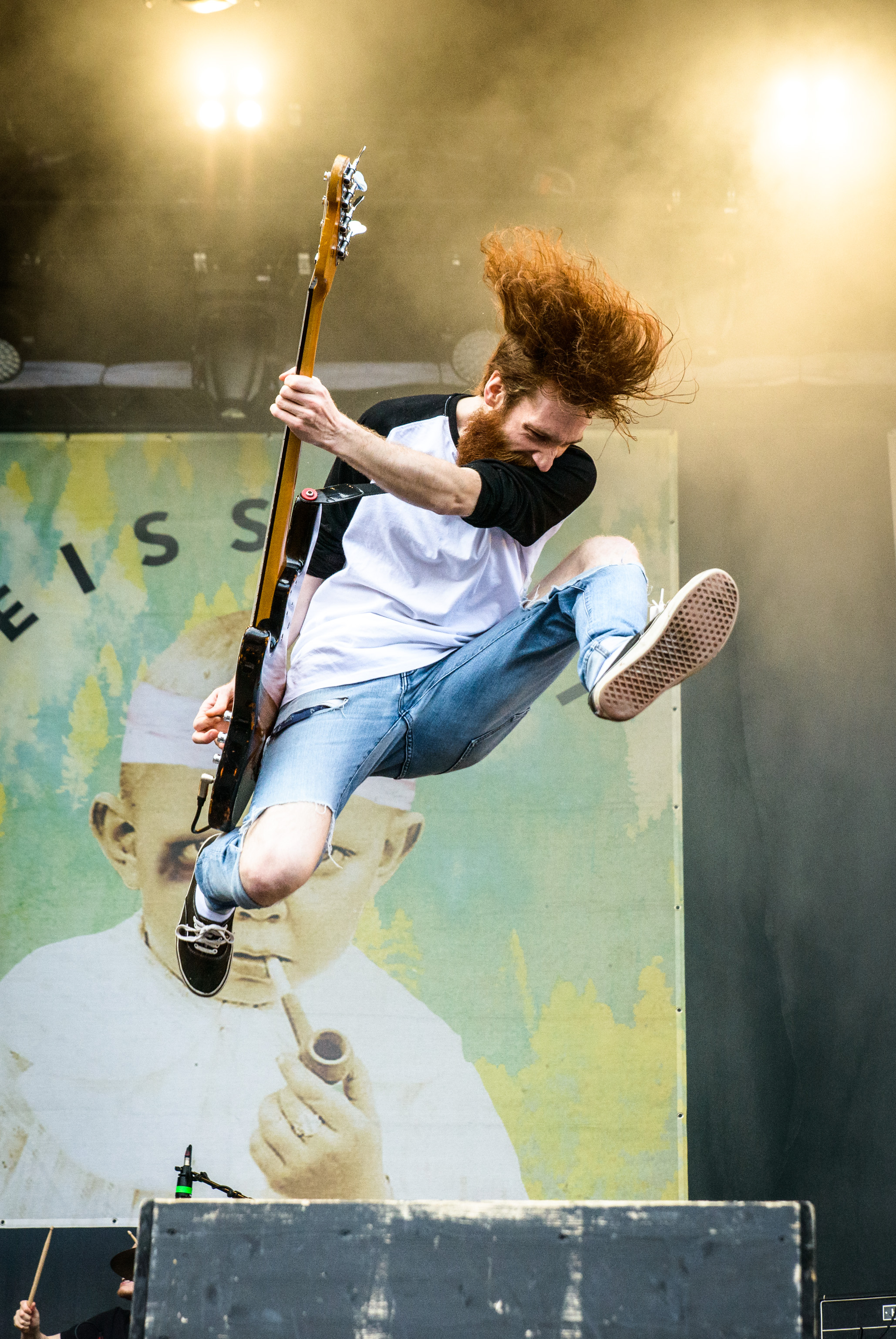
Lucas Mayer
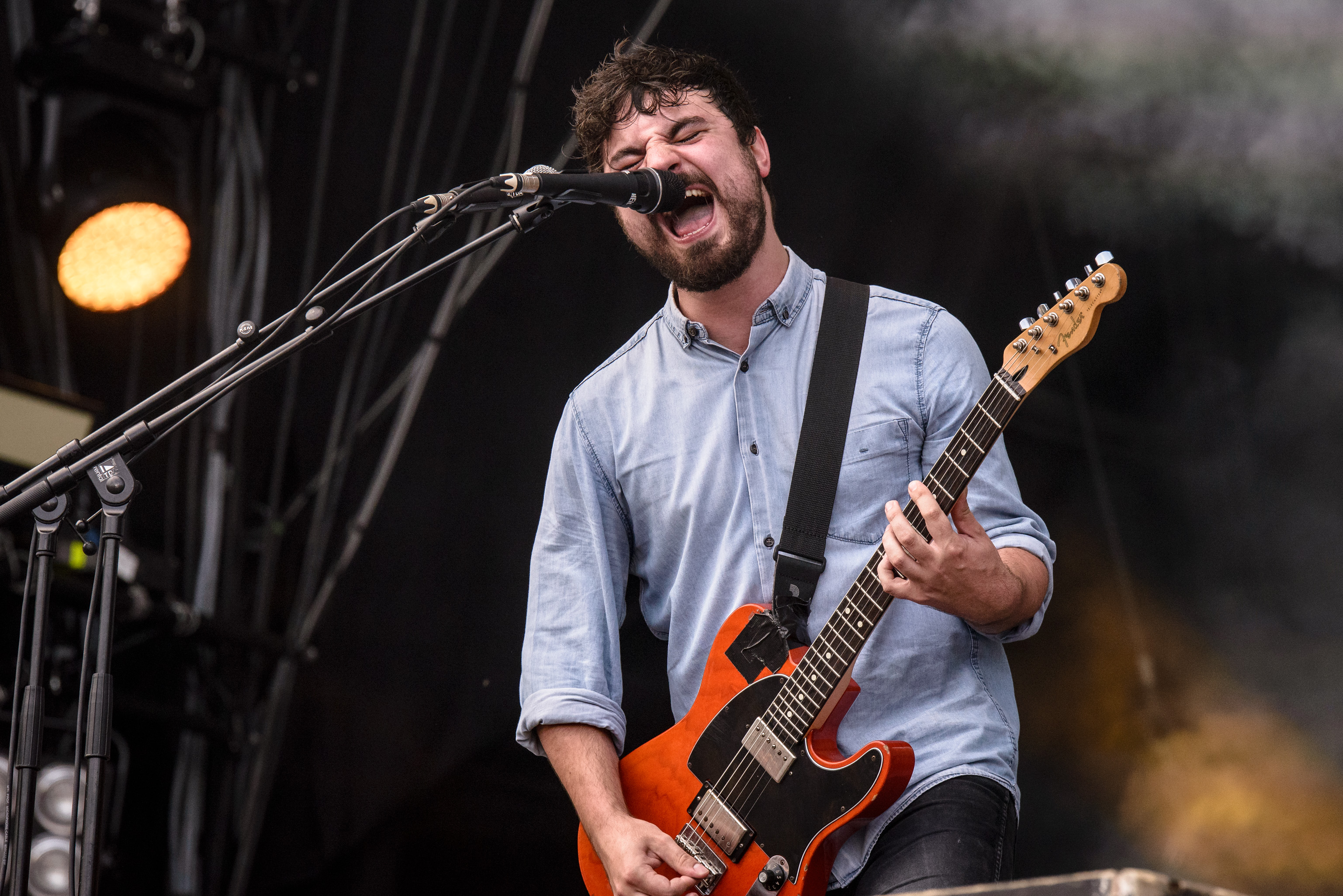
Philipp Koch
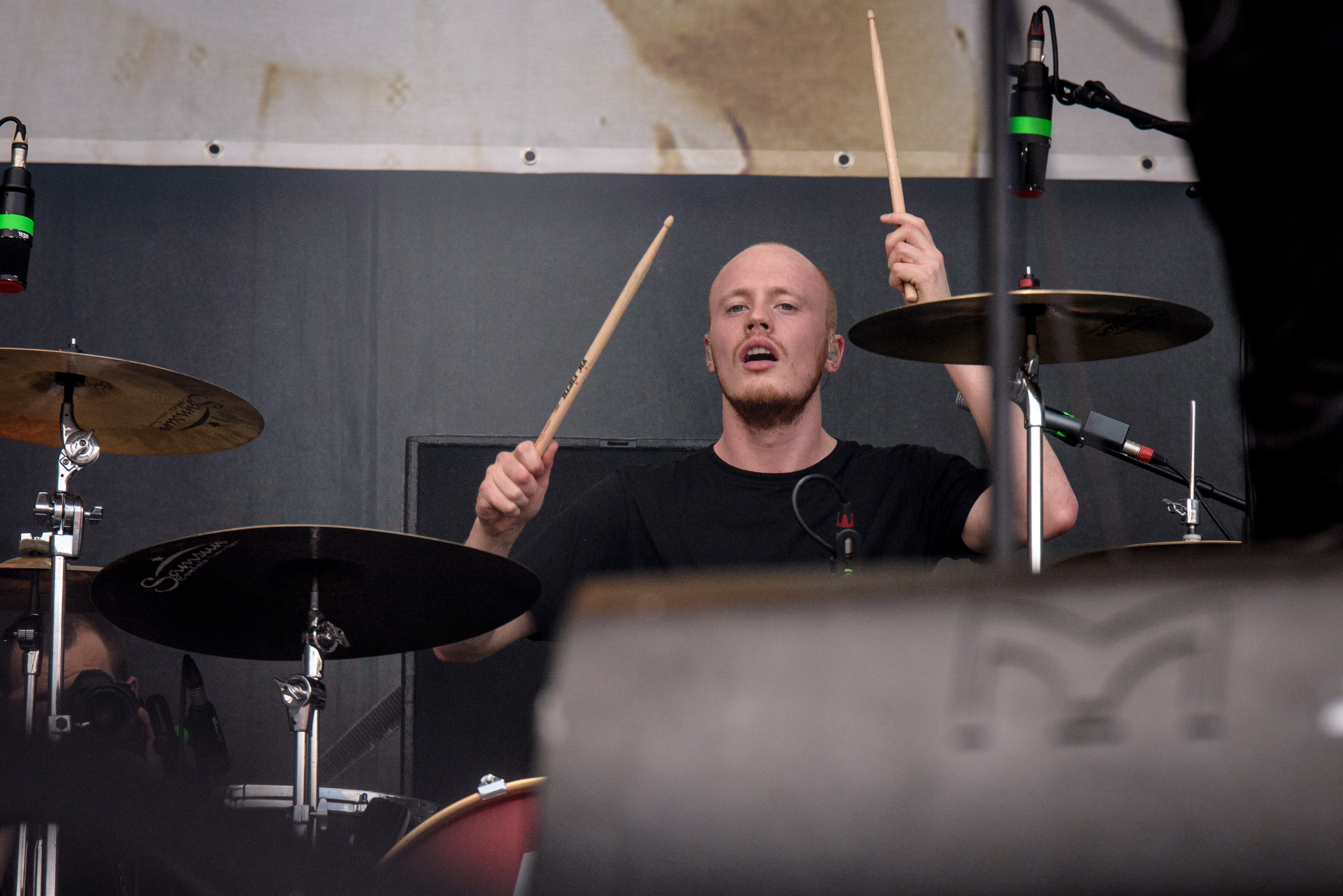
Marius Bornmann
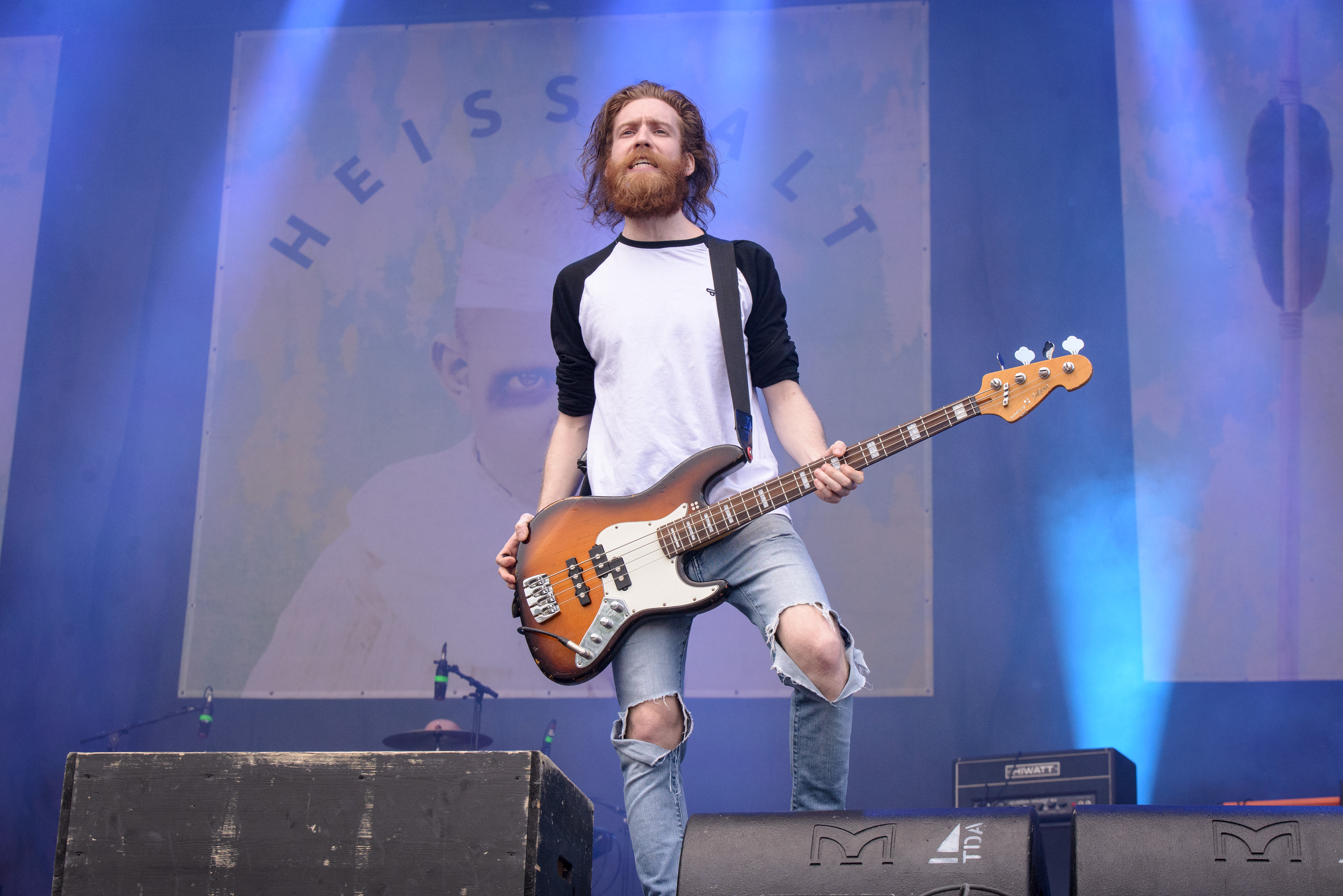
Lucas Mayer
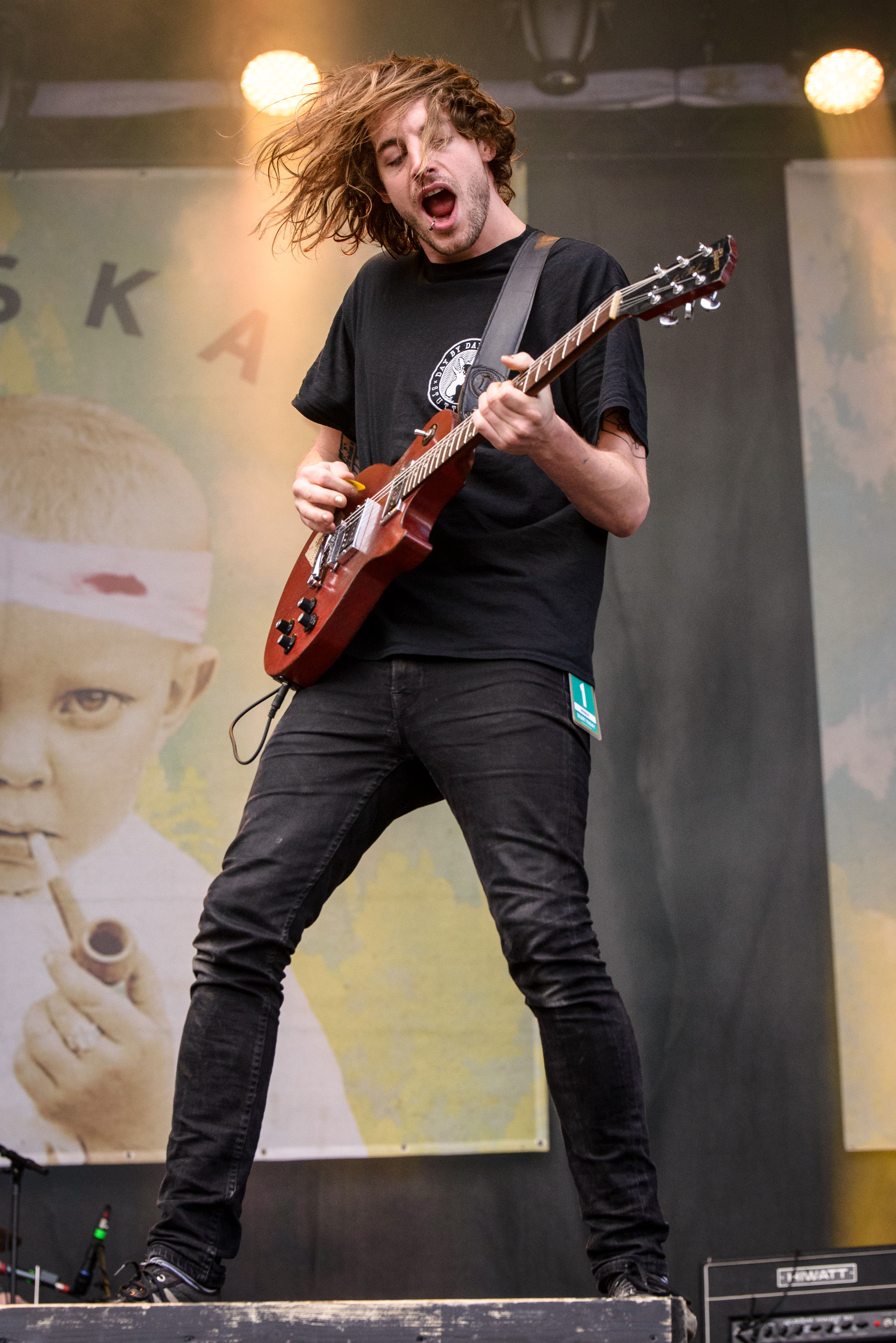
Mathias Bloech

## Diskografie

### Alben
- 2014: Vom Stehen und Fallen
- 2016: Vom Wissen und Wollen
- 2017: LIVE
- 2018: Idylle
- 2025: Vom Tun und Lassen

### EPs
- 2011: Heisskalt
- 2013: Mit Liebe gebraut

### Split
- Split (mit Blackout Problems)

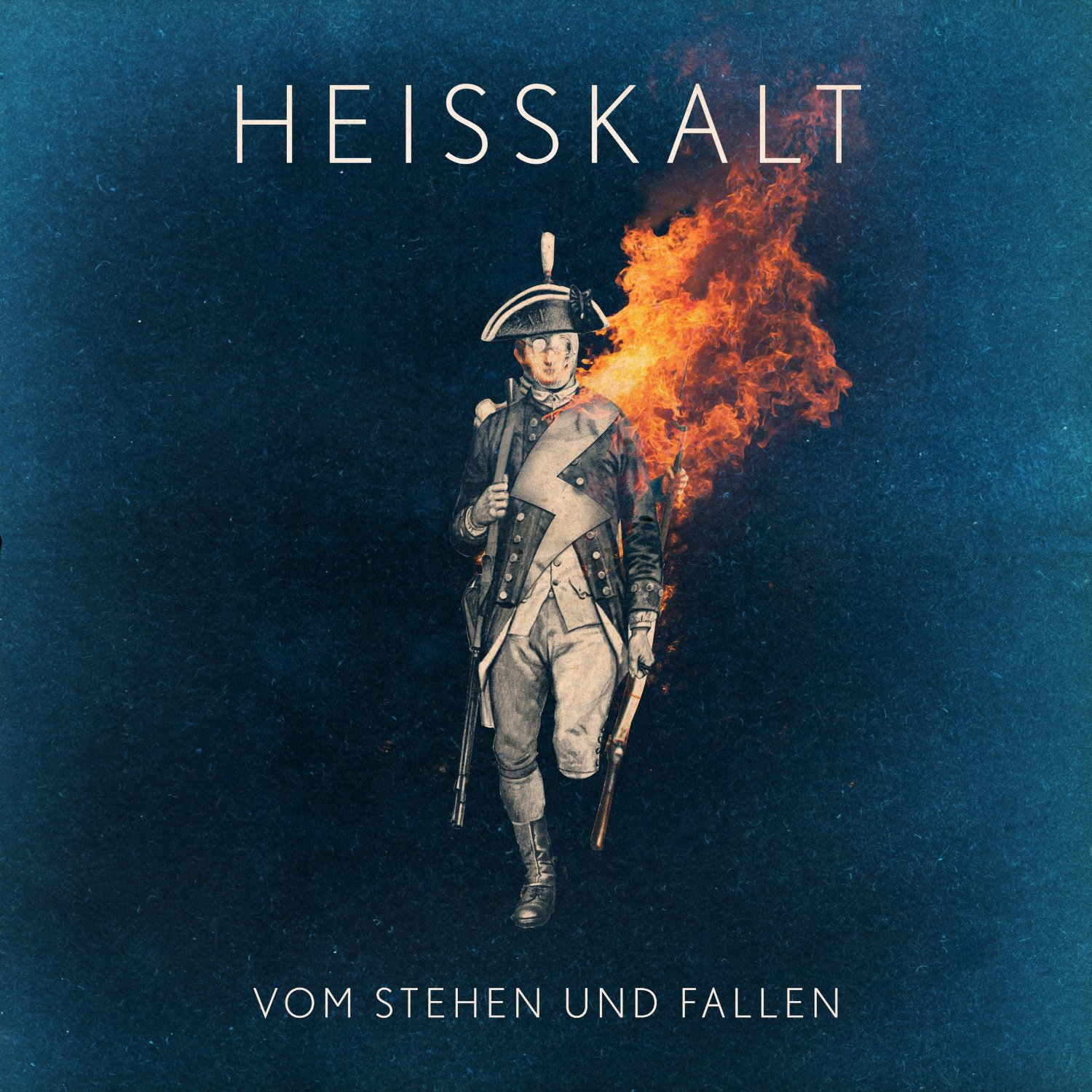
Cover des Albums „Vom Stehen und Fallen“
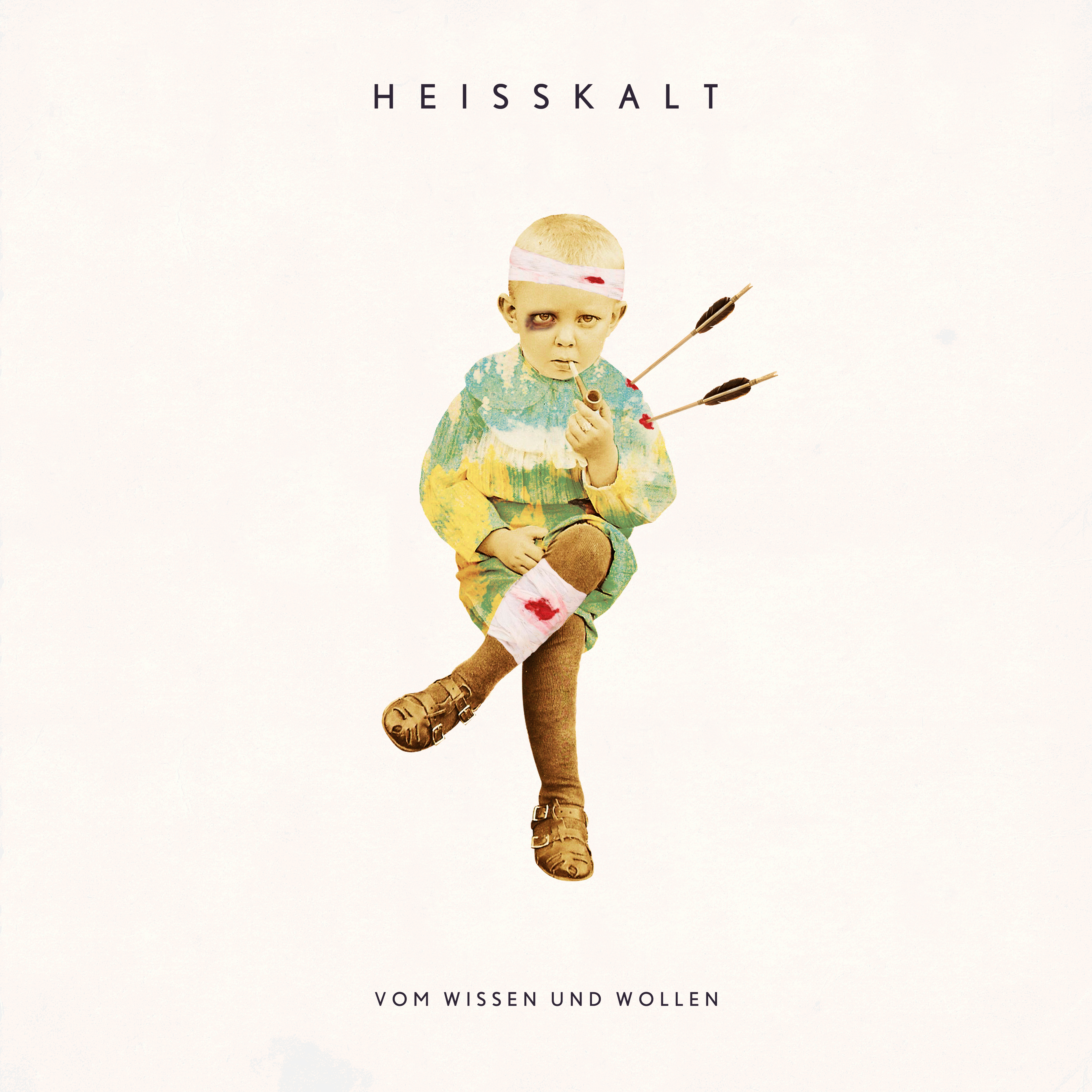
Cover des Albums „Vom Wissen und Wollen“
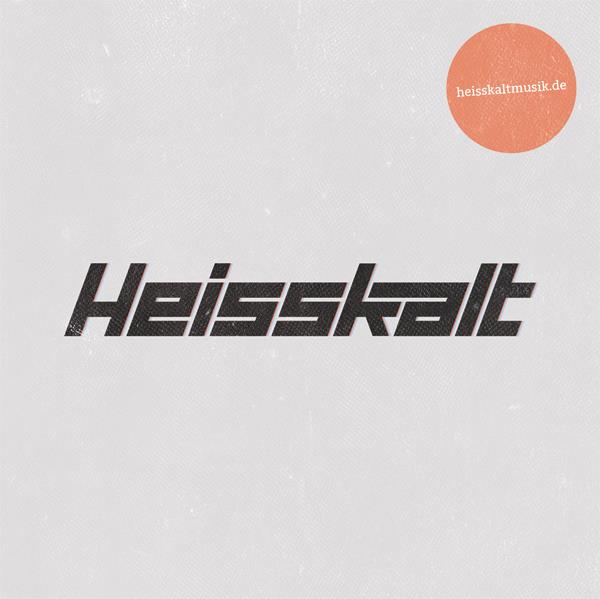
Cover der EP „Heisskalt“
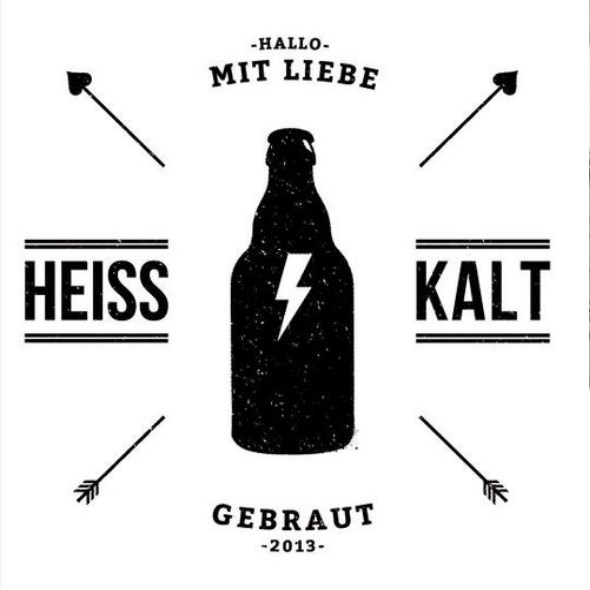
Cover der EP „Mit Liebe gebraut“